# 공범
공범(共犯, 독일어: teilnehmer, 영어: accomplice)은 일반적으로 혼자 범할 수 있는 범죄를 여러 명이 협력, 가공하여 범하는 경우라고 한다.(임의적 공범) 이는 광의의 공범개념이며 협의의 공범개념 혹은 본래적 의미의 공범개념은 광의의 공범의 4가지 유형 중 정범과 구별되는 의미를 지니는 본래적 공범은 교사범과 종범이다.

## 공범의 종류
광의의 공범에는 간접정범, 공동정범, 교사범, 종범의 4종류가 있고 이 중 협의의 공범은 교사범과 종범의 2종류에 국한된다. 아울러 교사범 및 종범을 협의의 공범이라 할 때 간접정범, 공동정범에 단독직접정범을 포함한 것이 정범의 유형으로 분류될 수 있을 것이다.

## 유사개념

### 필요적 공범
필요적 공범이란 형법의 개별구성요건 자체가 수인의 참가를 내용으로 하고 있는 범죄유형을 말한다. 즉, 혼자서는 할 수 없고 당연히 여러 명이 해야하는 범죄의 경우다.

#### 종류
필요적 공범은 범행에 참가하는 사람들이 맺는 관계에 따라 집합범과 대향범의 두 종류로 나뉜다.

##### 집합범
집합범은 여러 명이 같은 방향으로 공동작용하는 범죄를 말한다. 소요죄(형법 제 115조), 내란죄(형법 제 87조) 등을 들 수 있는데, 전자는 행위에 참여한 수인에게 모두 동일한 법정형을 규정하고 있고, 후자는 가담행위의 종류와 정도에 따라 각기 다른 법정형을 규정하고 있다.

##### 대향범
대향범은 수인이 서로 다른 방향으로 공동작용하는 범죄이다. 역시 대향범에 있어서도 참가한 수인의 법정형을 어떻게 규정하는가에 따라 여러 유형이 구분되는데, 아동혹사죄(형법 제 274조) 등은 대향자 쌍방의 법정형이 같고, 뇌물죄(형법 제 129조와 133조)는 법정형이 서로 다르며, 음화 등 반포죄(형법 제 243조)은 대향자의 일방(반포자)만 처벌하도록 되어 있다.

### 합동범
합동범이란 형법 개별구성요건에 특히 "2인 이상이 합동하여" 범행하도록 규정된 범죄를 말한다. 특수도주죄(형법 제 146조), 특수절도죄(형법 제 331조 2항), 특수강도죄(형법 제 334조) 등이 그러하다.

##### 본질관련 학설
합동범의 성격을 어떻게 이해해야 하는가에 관해 다음의 견해가 대립된다.

##### 공모공동정범설
합동범을 공동정범의 일종으로 보며 특히 '합동하여'라는 말의 의미는 '공모하여'와 같은 것이라고 새긴다. 동 설에 따르면 우리 형법상 합동범에 있어서는 공모공동정범이 인정된다는 결론이 도출된다.

##### 가중적 공동정범설
합동범은 공동정범 중에서도 특히 집단적으로 범죄하는 경우를 지칭하며, 이러한 이유 때문에 형이 가중되는 것이라고 설명하는 견해이다.

##### 현장설
합동범은 공동정범이 아니라 필요적 공범의 특수한 형태이며, '합동하여'라는 말의 의미는 수인이 시, 소를 함께하면서 협동하여 범행하는 경우를 뜻한다고 새기는 견해이다.

### 동시범(병행범)
'병행범'의 개념을 정확히 정의한다면 다음과 같다 : "수인의 행위자가 상호 의사연락없이 동일한 행위객체에 대하여 동시 또는 이시에 범행하는 범죄유형."
따라서 이러한 정의는 다음 4 가지의 개념요소로 이루어져 있다.
(가) 수인의 행위자가 관련되어 있어야 한다. 행위자가 1 인인 단독정범에서 병행범이 문제될 리는 없다.
(나) 상호간에 의사연락이 없어야 한다. 의사연락이 있는 경우에는 공동정범이 성립한다.
(다) 행위객체가 동일해야 한다. 바로 이 행위객체의 동일성이 병행범을 하나의 카테고리로 엮어 주는 연결고리이다.
(라) 범행의 시간은 다르더라도 상관이 없다. 그리고 이 때문에 동 경우를 동시범이라 하지 않고 병행범이라 칭하는 것이다.

## 판례
- 우연히 만난 자리에서 서로 협력하여 공동의 범의를 실현하려는 의사가 암묵적으로 상통하여 범행에 공동가공하더라도 공동정범은 성립된다.[1]
- 공직선거법에서 규정하는 각 기부행위제한 위반죄의 주체 및 각 기부행위의 주체로 인정되지 아니하는 자가 주체자 등과 공모하여 기부행위를 한 경우, 주체자에 해당하는 법조위반죄의 공동정범으로 처벌할 수 없다.[2]
- 의료인일지라도 의료인 아닌 자의 의료행위에 공모하여 가공하면 의료법상 무면허의료행위의 공동정범으로서의 책임을 진다.[3]
- 도박의 습벽이 있는 자가 도박의 습벽이 없는 타인의 도박을 방조하면 상습도박방조의죄가 성립한다.[4]
- 비신분자가 신분자와 공모하여 업무상 배임죄를 범한 경우, 업무상 배임죄의 공동정범이 성립(제33조 본문)하고 처벌에 있어서 단순배임죄로 처벌(제33조 단서)된다[5]
- 공동정범은 공동가공의 의사와 그 공동의사에 의한 기능적 행위지배를 통한 범죄실행이라는 주관적․객관적 요건을 충족함으로써 성립하므로, 공모자 중 구성요건행위를 직접 분담하여 실행하지 아니한 사람도 위 요건을 충족하면 공모공동정범으로서의 죄책을 진다.[6]
- 시간적 차이가 있는 독립된 폭행행위가 경합하여 사망의 결과가 일어나고, 그 사망의 원인된 행위가 판명되지 않는 경우 공동정범의 예에 의하여 처벌한다.[7]
- 공범성립에 있어서 공모는 법률상 어떤 정형을 요구하는 것이 아니므로 비록 전체의 모의과정이 없었다고 하더라도 수인 사이에 순차적 또는 암묵적으로 상통하여 그 의사의 결합이 이루어지면 공모관계가 성립하고, 이러한 공모가 이루어진 이상 실행행위에 직접 관여하지 아니한 자에게도 다른 공모자의 행위에 대하여 공동정범으로서 형사책임을 진다[8]
- 합동범이 성립하기 위하여는 주관적 요건으로서의 공모와 객관적 요건으로서의 실행행위의 분담이 있어야 하고 그 실행행위에 있어서는 시간적으로나 장소적으로 협동관계에 있어야 한다[9]
- 피고인이 의약품을 판매할 수 없는 甲이 판매 목적으로 의약품을 취득한다는 정을 알면서 甲에게 의약품을 공급해 준 경우 피고인을 甲의 판매목적 의약품 취득이라는 약사법 위반의 공범으로 처벌할 수 있다[10]
- 뇌물수수의 공범자들 사이에 직무와 관련하여 금품이나 이익을 수수하기로 하는 명시적 또는 암묵적 공모관계가 성립하고 그 공모 내용에 따라 공범자 중 1인이 금품이나 이익을 수수하였다면, 사전에 특정 금액 이하로만 받기로 약정하였다든가 수수한 금액이 공모 과정에서 도저히 예상할 수 없는 고액이라는 등과 같은 특별한 사정이 없는 한 공모자 전원에게 그 수수한 금품이나 이익 전부에 관하여 뇌물수수죄의 공모공동정범이 성립한다[11]
- 의사가 직접 환자를 진찰하지 않고 처방전을 작성하여 교부한 행위와 대향범 관계에 있는 ‘처방전을 교부받은 행위’에 대하여 공범에 관한 형법총칙 규정을 적용할 수 없다[12]
- 변호사 아닌 자가 변호사를 고용하여 법률사무소를 개설·운영하는 행위를 처벌하도록 규정하고 있는 변호사법 제109조 제2호, 제34조 제4항 위반행위에 있어서, 그 변호사의 행위가 형법 총칙상의 공모, 교사 또는 방조에 해당된다고 하더라도 변호사를 변호사 아닌 자의 공범으로서 처벌할 수는 없다.[13]
- 2인 이상이 공동의 과실로 인하여 과실범의 구성요건적 결과를 발생케 하는 경우를 과실범의 공동정범이라고 하는데, 판례는 과실범의 공동정범의 성립을 긍정하고 있다.[14]
- 후보자인 공무원이 자신을 위한 다른 공무원의 선거운동 기획 참여행위에 공동 가공한 경우에는 공직선거법 제255조 제1항 제10호 위반죄의 공동정범이 된다.[15]
- 금품 등을 공여한 자에게 따로 처벌규정이 없는 이상, 그 공여행위는 그와 대향적 행위의 존재를 필요로 하는 상대방의 범행에 대하여 공범관계가 성립되지 아니하고, 오로지 금품 등을 공여한 자의 행위에 대하여만 관여하여 그 공여행위를 교사하거나 방조한 행위도 상대방의 범행에 대하여 공범관계가 성립되지 아니한다.[16]
- 구 정치자금법 제45조 제1항의 정치자금을 기부한 자와 기부받은 자는 이른바 대향범(대향범)인 필요적 공범관계에 있다. 이러한 공범관계는 행위자들이 서로 대향적 행위를 하는 것을 전제로 하는데, 각자의 행위가 범죄구성요건에 해당하면 그에 따른 처벌을 받을 뿐이고 반드시 협력자 전부에게 범죄가 성립해야 하는 것은 아니다.[17]
- 정범의 성립은 교사범의 구성요건의 일부를 형성하고 교사범이 성립함에는 정범의 범죄행위가 인정되는 것이 그 전제요건이 된다.[18]
- 의사가 직접 환자를 진찰하지 않고 처방전을 작성하여 교부한 행위와 대향범 관계에 있는 ‘처방전을 교부받은 행위’에 대하여 공범에 관한 형법총칙 규정을 적용할 수 없다.[19]
- 뇌물공여죄가 성립되기 위하여는 뇌물을 공여하는 행위와 상대방이 뇌물을 받아들이는 행위가 필요할 뿐이지 반드시 상대방 측에서 뇌물수수죄가 성립되어야만 하는 것은 아니다.[20]
- 배임수재죄와 배임증재죄는 필요적 공범의 관계에 있기는 하나 반드시 수재자와 증재자가 같이 처벌받아야 하는 것은 아니고, 증재자에게는 정당한 업무에 속하는 청탁이라도 수재자에게는 부정한 청탁이 될 수 있다.[21]
- 오로지 공무원을 함정에 빠지게 할 의사로 직무와 관련되었다는 형식을 빌려 그 공무원에게 금품을 공여한 경우에도, 공무원이 그 금품을 직무와 관련하여 수수한다는 의사를 가지고 받아들였다면 뇌물수수죄가 성립한다[22]

## 같이 보기
- 간접정범
- 공동정범
- 교사범
- 종범

## 참고 문헌
- 미국 형법상 공범의 유형과 그 내용
- 신예원. "공범의 처벌근거." 국내박사학위논문 서울대학교, 2019. 서울
- 양동철. "형사소송절차에서의‘공범’." 경희법학 51.1 (2016): 119-157.
- 양동철. "형사소송절차에서의‘공범’." 경희법학 32.- (2016): 119-157.
- 송진경. "공범의 진술의 증거능력과 증명력." 東亞法學 -.65 (2014): 103-124.
- 조지은. "공범 진술의 증거 사용 방안." 형사소송 이론과 실무 16.3 (2024): 141-168.